# Slankamenački Vinogradi
Slankamenački Vinogradi (cyr. Сланкаменачки Виногради) – wieś w Serbii, w Wojwodinie, w okręgu sremskim, w gminie Inđija. W 2011 roku liczyła 253 mieszkańców.